# Побызаков, Михаил Степанович
Михаил Степанович Побызаков (3 июля 1918, Усть-Есь, Енисейская губерния — 19 августа 2014, Абакан) — ветеран войны и труда, участник Великой Отечественной войны. Полный кавалер ордена Славы. Почётный гражданин Республики Хакасия.

## Биография
Михаил Степанович Побызаков родился 3 июля 1918 года в селе Усть-Есь (ныне Аскизский район, Хакасия) в семье хакаса-земледельца. После окончания школы и горнопромышленного училища работал электрослесарем на шахте в Черногорске.
В 1939 году Аскизским райвоенкоматом был призван на военную службу, которую проходил на Дальнем Востоке. В 1942 году был переведен на западный фронт. Служил помощником командира огневого взвода полковой батареи во 2-м гвардейском кавалерийском корпусе под знамёнами Центрального и 1-го Белорусского фронтов. За подвиги в сражении на Курской дуге, в боях за освобождение Белоруссии, Польши, при штурме Берлина был отмечен высокими наградами. Медаль «За отвагу» получил из рук С. М. Будённого.
Демобилизовался в 1946 году. Вернулся в родное село Усть-Есь, где работал слесарем, мотористом.
С женой Елизаветой Георгиевной вырастили четверых детей. Растут внуки и правнуки.
В Аскизском районе Хакасии проводится турнир среди школьных команд по хоккею с мячом на кубок М. С. Побызакова. На здании Усть-Есинской средней школы, где учился герой, в 2012 году установили мемориальную доску.
Последние годы жил в столице Хакасии — Абакане.

## Подвиги

Фрагмент военного билета полного кавалера орденов Славы М. С. Побызакова (выдан 11 янв. 1963 г.)

Приказом от 10 июня 1943 года был награждён орденом Славы 3-й степени.
17 ноября 1943 года номер орудийного расчёта командир под руководством гвардии сержанта Побызакова подбил 2 танка, 3 автомашины с военными грузами и живую силу противника в районе города Речица (Белоруссия). Приказом от 5 декабря 1943 года награждён орденом Красной Звезды.
5 марта 1945 года помощник командира взвода батареи гвардии старшина Побызаков со своими артиллеристами нанёс удар врагу в районе города Польцин (ныне Полчин-Здруй, Польша). Были уничтожены бронемашина, три пулемётных точки и 10 солдат. Приказом от 25 марта 1945 года гвардии старшина Побызаков награждён орденом Славы 2-й степени.
22 апреля 1945 года во время форсирования реки Шпрее и боёв за город Штарков артиллеристы гвардии старшины Побызакова, обстреливая вражескую оборону, подавили пять пулеметных точек, сожгли три автомашины с боеприпасами. В разгар боя Побызаков заменил сражённого осколком снаряда наводчика. Противник, оставшись без снарядов, быстро отступил. Герой был представлен к награждению третьим орденом Славы. Указом Президиума Верховного Совета СССР от 15 мая 1946 года гвардии старшина Побызаков был награждён орденом Славы 1-й степени.

## Награды

Документ о наградах М. С. Побызакова. Декабрь 1947 г.

- 3 ордена Славы: III степени (10.06.1943), II степени (25.03.1945), I степени (15.05.1946).
- Орден Красной Звезды (5.12.1943).
- Ордена Отечественной войны II степени (20.02.1943), I степени.
- Медаль «За отвагу» (24.03.1944).
- Медаль «За взятие Берлина».
- Медаль «За Победу над Германией в Великой Отечественной войне 1941-1945 гг.».
- Др.медали.